# リンポポ (小惑星)
リンポポ (1490 Limpopo) は小惑星帯に位置する小惑星。南アフリカの天文学者シリル・ジャクソンがヨハネスブルグで発見した。
南アフリカ共和国とボツワナ、ジンバブエとの国境を流れるリンポポ川に因んで命名された。